# Frabosa Sottana
Frabosa Sottana es una localidad y comune italiana de la provincia de Cuneo, región de Piamonte, con 1.534 habitantes.

## Evolución demográfica
| Gráfica de evolución demográfica de Frabosa Sottana entre 1861 y 2001 |
|                                                                       |
| Fuente ISTAT - elaboración gráfica de Wikipedia                       |